# Antoine Juchereau Duchesnay
Pour les articles homonymes, voir Duchesnay.
Antoine Juchereau Duchesnay (1740-1806) est un homme politique canadien. Il était le député de Buckinghamshire de 1792 à 1796 à la Chambre d'assemblée du Bas-Canada.

## Biographie
Né à Notre-Dame-de-la-Miséricorde-de-Beauport (Beauport) le 7 février 1740, il est le fils d'Antoine Juchereau Duchesnay et de Marie-Françoise Chartier de Lotbinière. Il est le sixième seigneur de Beauport. En 1760, Antoine Juchereau Duchesnay devient officier de la Marine en Nouvelle-France. Après la Conquête, il sert la couronne britannique.

## Hommages
- L'avenue Juchereau a été nommée en 1948 et le Parc Juchereau a été nommée en 1979, en son honneur, dans l'ancienne ville de Beauport, maintenant présents dans la ville de Québec.

- La rue Juchereau-Duchesnay a été nommée en l'honneur de sa famille, en 2006, dans la ville de Québec.